# Callipo Sport
La Callipo Sport è una società pallavolistica maschile italiana con sede a Maierato: milita nel campionato di Serie B.

## Storia
La Callipo Sport nasce nel 1993 a Maierato per volontà del presidente Filippo Callipo, il quale unisce due squadre preesistenti, ossia la Pallavolo Vibo Marina e la Fiamma Vibo Valentia: il neonato club viene ammesso a disputare il campionato di Serie C2, nel quale ottiene la vittoria, venendo promosso in Serie C1. Con la vittoria dei play-off promozione, la squadra calabrese, esordisce nella stagione 1996-97 in Serie B2, categoria nella quale milita per tre annate, aggiudicandosi il primo posto nel campionato 1998-99 con la conseguente promozione in Serie B1, il cui esordio avviene nella stagione 1999-00.
Il secondo posto al termine della regular season dell'annata 2000-01 permette alla Callipo Sport di partecipare ai play-off promozione: la squadra vince e viene promossa in Serie A2. Nella serie cadetta, dopo una prima annata mediocre, nella stagione 2002-03 vince il suo primo trofeo, ossia la Coppa Italia di categoria, mentre nella stagione 2003-04, dopo il secondo posto in regualar season, vince i play-off promozione e viene promossa in Serie A1.
La prima annata in Serie A1 è caratterizzata dal raggiungimento della finale in Coppa Italia, con la sconfitta ad opera dalla Sisley Volley, e dei quarti di finale nei play-off scudetto; la stagione 2005-06 invece comincia con la sfida nella Supercoppa italiana, persa ancora una volta contro la formazione di Treviso. Alla terza stagione in Serie A1, la squadra retrocede nuovamente in Serie A2, complice il penultimo posto in classifica al termine della regular season; tuttavia il ritorno nella massima categoria è immediato: infatti la Callipo Sport vince il campionato di Serie A2, oltre a raggiungere la finale in Coppa Italia di Serie A2.
Nelle stagioni successive, in Serie A1, la formazione calabrese si posiziona costantemente nelle posizioni di metà classifica, talvolta qualificandosi per i play-off scudetto, uscendo sempre alla prima fase, così come anche in Coppa Italia, eccetto nell'edizione 2012-13 quando raggiunge le semifiminali. All'inizio della stagione 2013-14 il presidente annuncia il ritiro della squadra dalla Serie A1: tuttavia poco dopo ritorna sui suoi passi, allestendo la rosa per il massimo campionato italiano.
Nell'estate 2014, un doppio scambio di titoli sportivi tra il Powervolley Milano e la Callipo Sport, porta i lombardi in Superlega, mentre i calabresi a disputare la Serie A2 2014-15: la squadra vince quindi per seconda volta la Coppa Italia di categoria, successo bissato anche nell'edizione successiva.
Nell'estate 2016 la società fa richiesta alla Lega Pallavolo Serie A di essere ammessa in Superlega: successivamente il provvedimento viene accettato e la Callipo Sport torna a disputare il massimo campionato italiano dalla stagione 2016-17. Al termine dell'annata 2021-22, a seguito del penultimo posto in classifica, retrocede in Serie A2. 
In serie cadetta vince, nella stagione successiva, per la quarta volta la Coppa Italia di categoria, per la prima volta la Supercoppa italiana di A2 ed ottiene l'immediata promozione in Superlega: tuttavia, poco dopo, la società annuncia la cessione del titolo sportivo alla Saturnia Acicastello, il ritiro dall'attività agonistica della squadra e l'intenzione di continuare con l'attività giovanile. 
Nella stagione 2023-24 riparte dalla Serie B.

## Palmarès
- Coppa Italia di Serie A2: 4

2002-03, 2014-15, 2015-16, 2022-23
- Supercoppa italiana di Serie A2: 1

2023